# Зеленський Борис Віталійович
Бори́с Віта́лійович Зеле́нський (біл. Барыс Вітальявіч Зяленскі, 29 червня 1947, Слонім — пом. 3 грудня 2004, Мінськ) — білоруський російськомовний письменник-фантаст та перекладач.

## Біографія
Борис Зеленський народився у Слонімі в сім'ї військовослужбовця, пізніше жив разом із сім'єю в Мінську. Після закінчення середньої школи вступив на математичний факультет Білоруського державного університету, після закінчення якого в 1970 році працював спочатку програмістом у різних закладах, а пізніше тривалий час працював на різноманітних посадах у низці закладів. У 1984 році Борис Зеленський розпочав літературну діяльність, опублікувавши своє перше оповідання під назвою «Адепти адаптації». У 80-х роках ХХ століття Зеленський стає активним учасником всесоюзних семінарів молодих письменників-фантастів, які відбувалися в Малєєвці. у 1988 році в журналі «Парус» вийшла друком повість автора"Весь світ у коморі" (рос. Весь мир в амбаре), а в 1990 році вийшла друком перша авторська збірка письменника «Вічний пасьянс». З кінця 80-х років Борис Зеленський стає професійним письменником, кілька років він працював у мінському видавництві «Эридан». Після 1990 року неодноразово публікувався у різних періодичних виданнях та збірках, але нових авторських збірок не мав. Кілька оповідань письменник також опублікував у співавторстві з іншим мінським письменником Євгеном Дроздом. Борис Зеленський також займався літературним перекладом, він переклав російською мовою низку творів Джеймса Шміца та Алана Фостера. Окрім цього, Борис Зеленський займається бізнесом, а також був вправним гравцем у преферанс, став навіть у 2002 році чемпіоном Білорусі з преферансу. Помер Борис Зеленський 3 грудня 2004 року, згідно з джерелами — внаслідок лікарської помилки. Після смерті Зеленського російський письменник Святослав Логінов після незначної переробки опублікував незавершений роман білоруського письменника «Атака ззовні». Неопублікованим залишився ще один роман Зеленського «Якобиль».

### Збірки
- 1990 — Вечный пасьянс
- 1990 — Проблема выходного дня

### Романи
- 2005 — Атака извне

### Повісті
- 1986 — Экспонаты руками не трогать
- 1988 — Весь мир в амбаре
- 1990 — Вечный пасьянс
- 1990 — Гремучая яблоня

### Оповідання
- 1984 — Адепты адаптации
- 1985 — Уцелеть до обеда
- 1988 — Что дозволено человеку… (у співавторстві з Євгеном Дроздом)
- 1989 — Костры в ночи
- 1990 — Завтра наступает сегодня
- 1990 — Белое пятно на красном фоне
- 1990 — …И умерли в один день
- 1990 — Четыре финала к трем сюрпризам в блюзовой композиции для двух инструментов, созданных матерью-природой с одной целью: познать самое себя
- 1990 — Проблема выходного дня
- 1990 — Камнелюб
- 1991 — Иск из мезозоя
- 1991 — Нимфа с Литейного
- 1992 — Литературный агент
- 1992 — Дар речи
- 1992 — Дар бесценный
- 2002 — Фэн-шуй по-марсиански
- 2003 — Ахиллес в очках
- 2003 — Черные мысли о бренности сущего хороши тем, что имеют обыкновение прекращать генерироваться, как только устраняется угроза генератору
- 2007 — Родная душа